# Verordnung über Immissionsschutz- und Störfallbeauftragte
Die Verordnung über Immissionsschutz- und Störfallbeauftragte (5. BImSchV) beschreibt, für welche Anlagen nach dem Bundes-Immissionsschutzgesetz ein Immissionsschutzbeauftragter und ein Störfallbeauftragter einzusetzen sind und welche Anforderungen an die Qualifikation dieser Personen gestellt werden.
Wann ein Immissionsschutzbeauftragter, der dem Betrieb angehört, zu bestellen ist, ergibt sich aus der Anlage 1 zu dieser Verordnung. Dies bezieht sich auf genehmigungsbedürftige Anlagen im Sinne der  Verordnung über genehmigungsbedürftige Anlagen. 
Für Anlagen im Sinne der Störfall-Verordnung soll zusätzlich ein Störfallbeauftragter bestellt werden. Immissionsschutzbeauftrager und Störfallbeauftragter können dieselbe Person sein. Es gibt allerdings einen Ermessenspielraum: Die zuständige Behörde kann auf Antrag des Betreibers gestatten, dass die Bestellung eines Störfallbeauftragten unterbleibt, wenn offensichtlich ausgeschlossen ist, dass von der betreffenden genehmigungsbedürftigen Anlage die Gefahr eines Störfalls ausgehen kann (§ 1 Absatz 2 Satz 2 5. BImSchV).
In die Verordnung über Immissionsschutz- und Störfallbeauftragte sind die Inhalte der Verordnung über die Fachkunde und Zuverlässigkeit der Immissionsschutzbeauftragten übernommen worden. Diese wurde mit Inkrafttreten der 5. BImSchV aufgehoben.